# Rioneta
Genre
Rioneta est un genre de coléoptères de la famille des Ptiliidae.

## Liste d'espèces
Selon NCBI (4 mars 2021) :
- Rioneta uluguruensis Johnson, 1975

## Publication originale
- (en) Colin Johnson, « Mission entomologique du Musée Royal de l'Afrique Centrale aux Monts Uluguru, Tanzanie. 5. Coleoptera Ptiliidae », Revue de zoologie africaine, vol. 89, no 3,‎ 1975, p. 719-722 (ISSN 0251-074X).